# Янчунь
Янчунь (кит. спр. 阳春市, піньїнь: Yángchūn Shì) — місто-повіт в південнокитайській провінції Гуандун, складова міста Янцзян.

## Географія
Янчунь — північна половина префектури.

### Клімат
Місто знаходиться у зоні, котра характеризується вологим субтропічним кліматом. Найтепліший місяць — липень із середньою температурою 28.5 °C (83.3 °F). Найхолодніший місяць — січень, із середньою температурою 14.7 °С (58.5 °F).
| Клімат Янчуня           | Клімат Янчуня | Клімат Янчуня | Клімат Янчуня | Клімат Янчуня | Клімат Янчуня | Клімат Янчуня | Клімат Янчуня | Клімат Янчуня | Клімат Янчуня | Клімат Янчуня | Клімат Янчуня | Клімат Янчуня | Клімат Янчуня |
| Показник                | Січ.          | Лют.          | Бер.          | Квіт.         | Трав.         | Черв.         | Лип.          | Серп.         | Вер.          | Жовт.         | Лист.         | Груд.         | Рік           |
| Середній максимум, °C   | 18,1          | 17,8          | 20,9          | 24,5          | 28,1          | 29,5          | 30,7          | 30,4          | 29,5          | 27,1          | 23,5          | 20            | 25            |
| Середня температура, °C | 14,7          | 15,4          | 18,7          | 22,6          | 26,1          | 27,6          | 28,5          | 28,2          | 27,1          | 24,3          | 20,2          | 16,4          | 22,5          |
| Середній мінімум, °C    | 9,6           | 10,9          | 14,4          | 18,2          | 21,6          | 23,3          | 23,8          | 23,5          | 22,3          | 19,1          | 14,7          | 10,7          | 17,7          |
| Норма опадів, мм        | 38.6          | 65            | 81.1          | 216.4         | 354.1         | 336.6         | 251.5         | 325.7         | 209.3         | 79.5          | 40.8          | 25.6          | 2024.2        |
| Днів з опадами          | 9,8           | 12,2          | 14,3          | 15,9          | 17,7          | 20,2          | 18,5          | 18,9          | 14,6          | 9,3           | 7,5           | 8,1           | 167           |
| Вологість повітря, %    | 74.3          | 81.4          | 83.7          | 84.9          | 83.5          | 83.3          | 80.9          | 82.6          | 79            | 74.8          | 72.1          | 71.3          | 79.3          |
| ----------------------- | ------------- | ------------- | ------------- | ------------- | ------------- | ------------- | ------------- | ------------- | ------------- | ------------- | ------------- | ------------- | ------------- |
| Джерело: Weatherbase    |               |               |               |               |               |               |               |               |               |               |               |               |               |